# 坪上镇 (揭西县)
坪上镇，是中华人民共和国广东省揭阳市揭西县下辖的一个乡镇级行政单位。

## 行政区划
坪上镇下辖以下地区：
坪新社区、坪上村、红旗村、石峡村、樟树下村、五星村、潭角村、连城村、四新村、四和村、湖光村、上仓村、成全村、新榕村、尖田村、南联村、五联村、员东村、员西村和东南村。